# Kalliokari (klippa i Egentliga Finland, lat 60,75, long 21,22)
Kalliokari är en ö i Finland. Den ligger i Bottenhavet eller Skärgårdshavet och i kommunen Nystad i landskapet Egentliga Finland, i den sydvästra delen av landet. Ön ligger omkring 66 kilometer nordväst om Åbo och omkring 210 kilometer väster om Helsingfors.
Öns area är 1,5 hektar och dess största längd är 200 meter i sydöst-nordvästlig riktning. Närmaste större samhälle är Nystad, 11,5 km nordost om Kalliokari.